# Трибромид азота
Нитрид триброма — соединение трехвалентного азота с бромом, темно-красный мелкий осадок, взрывающийся при ударе или высокой температуре. При комнатной температуре детонирует при касании.

## Получение
(Me3Si)2NBr + 2BrCl → NBr3 + 2Me3SiCl
Также, при неимении кремнийорганических соединений, можно обработкой паров брома избытком аммиака под пониженным давлением и охлаждении получить NBr3*6NH3.

## Реакции
2NBr3 → N2↑ + 3Br2↑(потому что при таком выделении энергии бром испаряется)
Также соединение реагирует с водой, кислотами(HCl), щелочами(NaOH) и простыми веществами(галогены, металлы и т. д.)